# PortalU
PortalU, das Umweltportal Deutschland, war ein Online-Dienst der Umweltverwaltungen des Bundes und der Länder Deutschlands. Es bot der interessierten Öffentlichkeit einen einfachen und nutzerfreundlichen Zugang zu umweltrelevanten Internetseiten, Metadaten und Fachdatenbanken der beteiligten Behörden, Institutionen und Organisationen (zum Beispiel Ministerien, Bundes- und Landesämter) auf Bundes-, Landes- und kommunaler Ebene. Das 2006 online gegangene Portal wurde Ende 2014 abgeschaltet.

## Hintergrund
Für den Bürger bot das Webportal einen zentralen, vereinfachten und systematischen Einstieg zu bundesweit verteilten Umweltinformationen. Damit erfüllte die Umweltverwaltung eine wichtige Vorgabe der EU-Richtlinie 2003/4/EG über den Zugang der Öffentlichkeit zu Umweltinformationen. PortalU war ein Instrument zur Umsetzung des Umweltinformationsgesetzes, das Behörden und Organisationen verpflichtet, umweltrelevante Daten und Informationen in verständlicher und einfach zugänglicher Form bereitzustellen. Den Behörden selbst bot PortalU die Möglichkeit, diese Informationen mit relativ einfachen Mitteln bereitzustellen und damit bearbeitungsintensive Bürgeranfragen zu minimieren, eine Hauptintention des E-Governments.
PortalU war als Nachfolgesystem des German Environmental Information Network (GEIN) und der Umweltdatenkatalog Software (UDK) seit Mai 2006 online. Das Umweltportal ermöglichte über eine Vielzahl von Suchfunktionen (auch kartenbasiert) den Zugriff auch auf Informationssysteme und Fachdatenbanken, die mit herkömmlichen Suchmaschinen nicht erreichbar waren. Das Angebot erstreckte sich hierbei von speziellen Themenseiten, Karten, Messwerten, über aktuelle Nachrichten und Serviceseiten hin zu historischen Umweltereignissen. Für die technische und inhaltliche Betreuung von PortalU war die Koordinierungsstelle PortalU mit Sitz im Niedersächsischen Ministerium für Umwelt und Klimaschutz in Hannover zuständig. Zum 31. Dezember 2014 wurde PortalU abgeschaltet.

## Funktionsübersicht

### Suchmaschine
Kernkomponente von PortalU war die Suchmaschine. Mit ihrer Hilfe konnten mehr als zwei Millionen Webseiten und Datenbankeinträge von über 300 Behörden und behördennahen Organisationen durchsucht werden. Zur Optimierung von Suchanfragen war ein interaktives Fachwörterbuch eingebunden, das über den Semantik-Network-Service (SNS) des Umweltbundesamtes in Dessau bereitgestellt wird. Dieser Webdienst stellt die Verbindung zwischen der deutschen Umgangssprache und dem Vokabular der Umweltfachleute her. Neben den Internetauftritten von Behörden und behördennahen Organisationen waren auch verschiedene Fach- und Metadatenbanken in PortalU eingebunden wie zum Beispiel diverse Umweltdatenkataloge von Bund und Ländern. Um über ein bundesweit ausgerichtetes Informationssystem wie PortalU auch auf lokale Umweltinformationen zugreifen zu können, war auch eine räumliche Einschränkung der Suche möglich. Dies konnte durch die direkte Eingabe von Ortsnamen oder über eine interaktive Deutschlandkarte erfolgen.
Trotz der Vielzahl und der Heterogenität der beteiligten Datenquellen erhielt der Benutzer eine einheitliche und nach inhaltlicher Relevanz sortierte Trefferliste. Als technische Voraussetzung für das gemeinsame Ranking von Treffern aus Webseiten und Datenbanken wurde für PortalU eine spezielle Datenbankschnittstelle entwickelt. Dieser Data-Source Client (DSC) kann direkt auf Fachinformationssysteme und Datenbanken aufgesetzt werden. Der DSC erstellt lokal einen Index der jeweiligen Datenquelle und macht diese damit für die PortalU-Suchmaschine verfügbar. Auch Datenbanken und Fachinformationssysteme, die bisher nicht im Internet zugänglich waren, können so angebunden werden. Zentral von der PortalU-Startseite aus wurden verschiedenste Informationsquellen durchsucht, unabhängig davon bei welchen Behörden, in welchen Netzen und an welchen Orten sie angesiedelt sind. Darüber hinaus verfügte PortalU über weitere Schnittstellen wie zum Beispiel die OGC konforme CSW-2.0 Schnittstelle. Diese dient zum einen dazu externe Geodatenkataloge einzubinden und zum anderen Informationen aus PortalU an die Geodateninfrastrukturen (GDI-DE / INSPIRE) weiterzugeben.

### Thematisch strukturierter Zugang: Rubrik UMWELTTHEMEN
Neben der PortalU-Suche boten die PortalU-Themenseiten einen thematisch strukturierten Zugang zu umweltrelevanten Informationen. Für insgesamt 21 Themenkomplexe, von Abfall bis Wasser, konnten besonders interessante Webseiten durchsucht werden. Über Auswahllisten konnte die Suche nach Themen und Bundesland bzw. Bund spezifiziert werden. Damit konnte zum Beispiel mit wenigen Mausklicks eine Übersicht über die rechtlichen Bestimmungen zum Thema Altlasten in Baden-Württemberg erstellt werden.

### Digitaler Kartendienst: Rubrik KARTEN
Häufig werden umweltbezogene Sachverhalte als thematische Karten aufbereitet und veranschaulicht. Zunehmend sind diese Daten auch als digitale Kartendienste direkt über das Internet zugänglich. In PortalU konnten digitale Karten in Form von Web Map Services angezeigt und die beigefügten Attributdaten als Web Feature Service abgefragt werden. Zur Analyse spezifischer Fragestellungen konnten einzelne Kartendienste über die PortalU-Suche aufgespürt und im PortalU-Kartenviewer angezeigt werden. Bei Bedarf konnten auch mehrere Kartendienste gleichzeitig aufgerufen und aufgabenspezifisch zu komplexen Kartendarstellungen verknüpft werden. Dazu verwendete PortalU das OSGeo-Projekt Mapbender.

### Aktuelle Umweltmesswerte: Rubrik MESSWERTE
PortalU bot direkte Links auf die verschiedenen Umweltmessnetze und Programme des Bundes und der Länder. Unter der Rubrik MESSWERTE waren die entsprechenden Webseiten aufgelistet. Damit die für einen bestimmten Ort gewünschten Messwerte möglichst schnell gefunden werden, konnten die Seiten nach Umweltmedien und nach ihrem regionalen Bezug sortiert werden.

### Tagesaktuelle Meldungen: Rubrik AKTUELLES
Auf der Startseite von PortalU wurden tagesaktuellen Meldungen aus den Pressestellen der beteiligten Umweltbehörden dargestellt (RSS-Feeds). Der Benutzer erhielt damit einen umfassenden Überblick über die Entwicklung aktueller umweltbezogener Themen in ganz Deutschland.

### Veranstaltungshinweise, Pressemitteilungen und Publikationen: Rubrik SERVICE
Über den Servicebereich des Portals konnten außerdem Listen mit aktuellen Publikationen, Veranstaltungshinweisen und Nachrichtenarchiven aus den beteiligten Organisationen eingesehen werden.

### Aktuelle und historische Umweltereignisse: Rubrik UMWELTCHRONIK
Die Umweltchronik war eine Sammlung aktueller und historischer Ereignisse, die unsere Umweltsituation wesentlich beeinflusst haben. Neben den Eckdaten lieferte die Umweltchronik eine kurze Beschreibung der Ereignisse. Die Chronik war ein Service des Umweltbundesamtes (Semantic Network Service (SNS)).

## Der PortalU – Datenkatalog
Neben Webseiten und Datenbanken konnten in PortalU auch umweltrelevante Datenkataloge recherchiert werden. Hierzu zählen die Umweltdatenkataloge von Bund und Ländern sowie der bayrische Umweltobjektkatalog. Die Umweltdatenkataloge wurden seit 2008 über eine in PortalU integrierte Software, den InGridCatalog, gepflegt und publiziert. Der InGridCatalog ist ISO 19115- und ISO 19119-konform.
Die PortalU-Software basierte auf OpenSource-Softwarekomponenten. Für Institutionen auf Bundes-, Landes- und kommunaler Ebene ist die PortalU-Software und somit auch der InGridCatalog lizenzkostenfrei nutzbar. 2007 wurde PortalU im Rahmen der European eGovernment Awards (www.epractice.eu/cases/portalu/) nominiert und auf der E-Government-Ministerkonferenz in Lissabon mit dem „Good Practice Label“ ausgezeichnet. Zudem wurde PortalU in der SEIS-Kommunikation der EU als positives Beispiel für die Umsetzung von SEIS (Share Environmental Information System) erwähnt.